# Santa Maria de la Clua
Santa Maria de la Clua, o Santa Maria de la Clua de Montsec és una església romànica del poble de la Clua, del terme de Sant Esteve de la Sarga, al Pallars Jussà.
No se'n té gaire documentació, però se sap que entre el segle xiv i el xix depengué del monestir de Santa Maria de Lavaix.
És d'una sola nau, de tres trams, amb dos arcs torals, però escurçada en el seu darrer tram pel costat de ponent. La planta de la nau és lleugerament irregular, ja que s'estreny conforme es va acostant a l'absis. La volta és de canó, de mig punt de rajol.

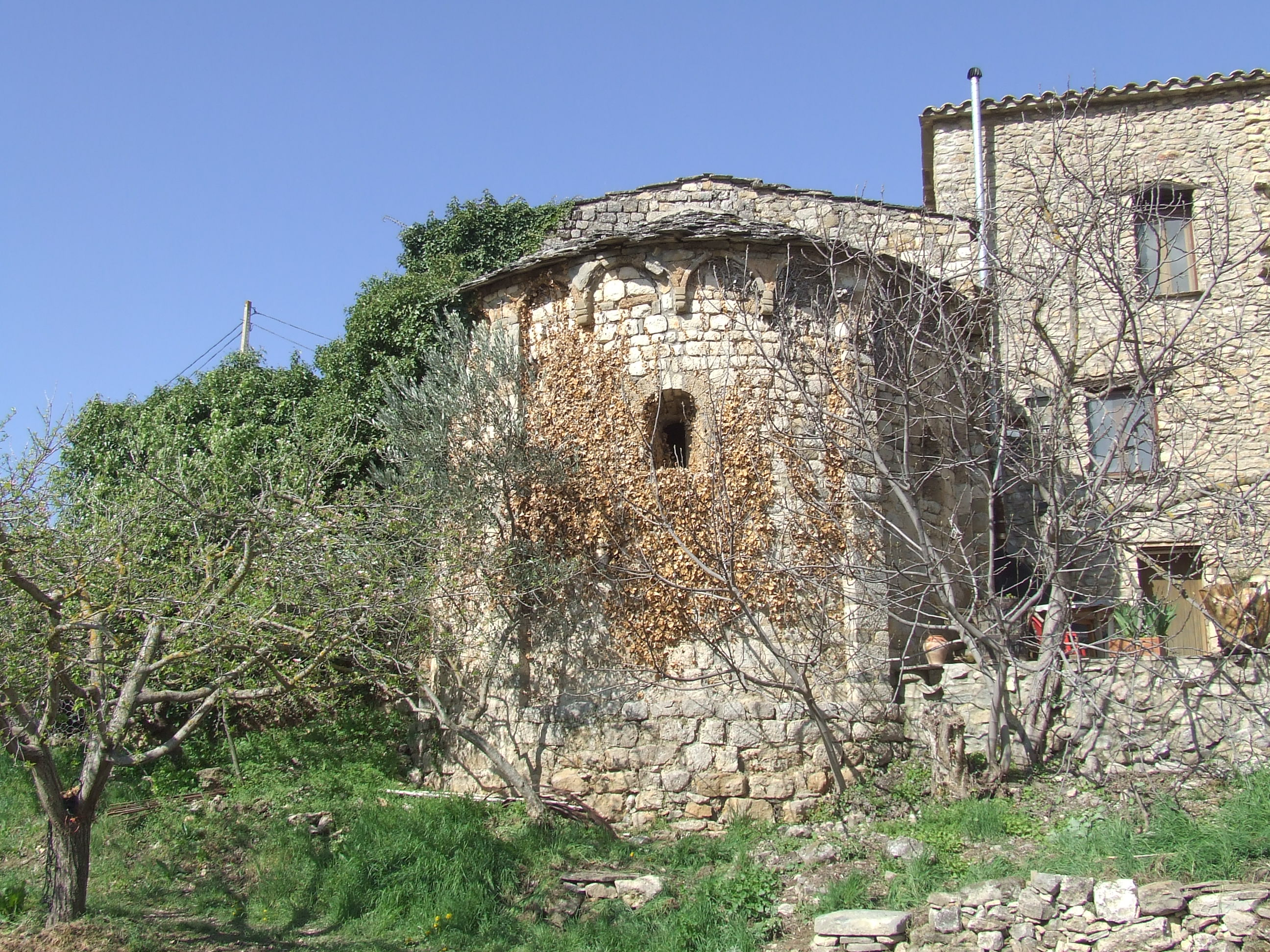
L'absis

Té absis semicircular, obert a la nau a través d'un arc triomfal en degradació. A l'exterior, l'absis té tres finestres de doble esqueixada.
La façana de ponent, on hi ha la porta actual, presenta un aspecte estrany, ja que es veu un tram de nau a l'exterior, que forma com una mena d'atri. La porta original era al sud, on encara és, tapiada. Dues finestres de doble esqueixada completen la façana meridional.
Té arcuacions i bandes llombardes com a decoració a la capçalera, però el temple fou sobrealçat en època moderna. Data, per tant, de les darreries del segle xi. Tanmateix, encara es veu el ràfec original, bisellat, damunt de les arcuacions. Les mènsules són molt senzilles. Tot plegat ens remet a una església del segle xii.
Està en molt mal estat, atès el gran grau d'abandonament en què es troba, però, a més, el fet que hi manqui un tram de la nau i els murs estiguin regruixats fins al punt d'amagar les pilastres dels arcs torals indiquen que ja en el seu moment patí alguna mena d'esfondrament o accident en la seva estructura que l'afectà de manera important.

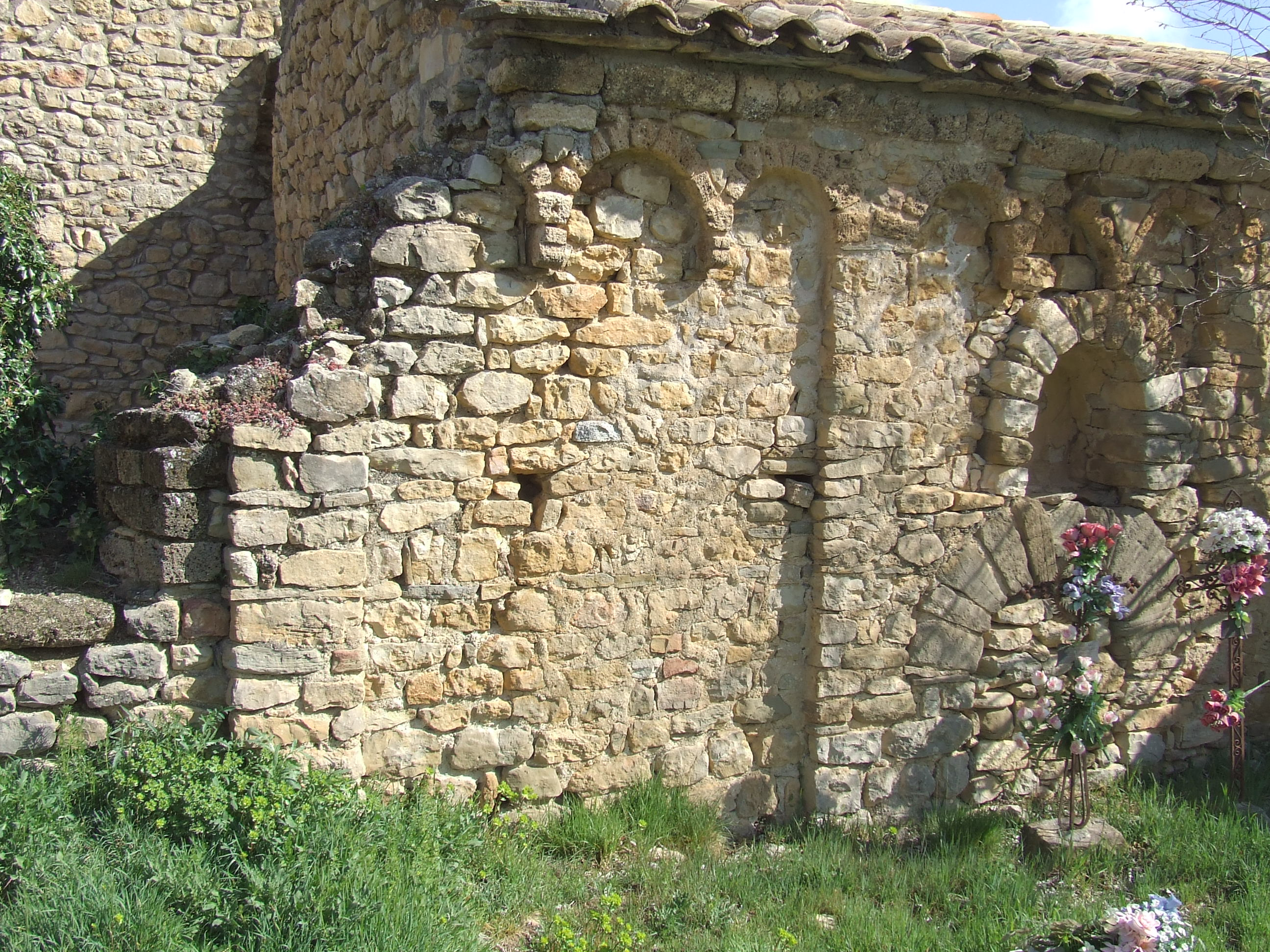
Detall de la façana meridional